# باشگاه اندیشه (فیلم مستند)
باشگاه اندیشه یک فیلم مستند در ژانر اجتماعی - ورزشی  به کارگردانی جعفر صادقی محصول ۱۴۰۲ ایران است .

## داستان
جواد اندیشه، مربی یک باشگاه کشتی در محله فقیرنشین سیدآباد گنبد کاووس است که سالهاست به صورت رایگان به نوجوانان این محله آموزش کشتی می دهد. او برای دور کردن نوجوانان این منطقه از اعتیاد مواد مخدر یک باشگاه کشتی می سازد و پس از ۱۰ سال شاگردانی را تربیت کرده است که حالا با قهرمانی در مسابقات قهرمانی استان گلستان رویای پوشیدن دوبنده تیم ملی کشتی ایران و شرکت در مسابقات المپیک دارند.

## جوایز
- برنده جایزه ویژه مستند اجتماعی برتر در رویداد با هم وطن ۱۴۰۲ [۶]
- برنده جایزه ویژه مستند برتر بخش مبارزه با اعتیاد جشنواره بین المللی فیلمهای ورزشی تهران ۱۴۰۳ [۷]
- نامزد کسب عنوان بهترین فیلم مستند ار نگاه مخاطبین جشنواره مستند ۱۴۰۲ [۸]
- منتخب جشنواره بین المللی فیلمهای ورزشی میلان ایتالیا 2024 [۹][۱۰]